# Hydroporus saghaliensis
Hydroporus saghaliensis är en skalbaggsart som beskrevs av Takizawa 1933. Hydroporus saghaliensis ingår i släktet Hydroporus och familjen dykare. Inga underarter finns listade i Catalogue of Life.